# Acheilognathus longipinnis
Acheilognathus longipinnis (tên tiếng Anh là Itasenpara Bitterling hoặc Deepbody bitterling) là một loài cá vây tia nước ngọt thuộc họ Cyprinidae. Loài này chỉ có ở miền trung và nam Nhật Bản. Chúng có chiều dài tối đa 8,0 cm.